# Vseslav de Poloțk

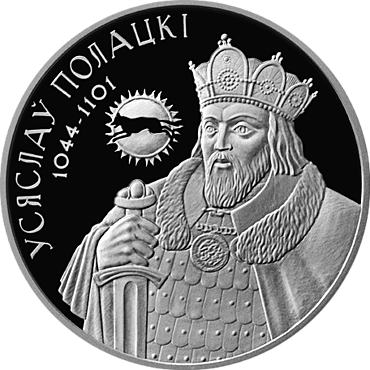
Reversul unei monede comemorative de argint de 20 ruble bieloruse, ilustrându-l pe Vseslav de Poloțk ca om și ca vârcolac.

Vseslav de Poloțk (cca. 1039-1101) a fost cel mai renumit conducător al cnezatului Poloțk și pe o perioadă scurtă - Marele Cneaz al Kievului (1068-1069). Împreună cu Rostislav de Tmutarakan și voievodul Vîșata a format o coaliție împotriva triumviratului fiilor lui Iaroslav cel Înțelept. Catedrala Sfânta Sofia din Poloțk (terminată în 1066, în timpul domniei lui Vseslav) este unul dintre cele mai vechi monumente de pe teritoriul actual al Belarusului.

## Biografie
Vseslav a fost fiul lui Breaceslav, cneazul Poloțkului și al Vitebskului, și prin urmare strănepotul lui Vladimir I al Kievului și Rogneda de Poloțk. El s-a născut în Poloțk cândva în perioada 1030-1039 (numele de botez Vasilii) și s-a căsătorit în jurul anului 1060.
El a preluat tronul cnezatului Poloțk în 1044 după moartea tatălui său și chiar dacă el era începând din 1093 membrul senior al dinastiei Rurik, lui Vseslav i s-a interzis să devină Mare Cneaz, deoarece tatăl său nu a domnit în Kiev. Simon Franklin și Jonathan Shepard l-au caracterizat drept ”un străin autohton”, fiind singurul dintre cnejii mai importanți ai Rusiei Kievene care nu era un descendent al lui Iaroslav cel Înțelept.
De vreme ce capitala Kiev continua să rămână în mâinile celor trei fii ai lui Iaroslav, Vseslav a început să jefuiască regiunile nordice ale Rusiei Kievene. În 1065 el a asediat Pskov, dar a fost respins. În iarna dintre 1066 și 1067 a prădat și a dat foc orașului Veliki Novgorod, furând clopotul și alte obiecte religioase din Catedrala Sfânta Sofia pentru a-și decora propria catedrală, cu același hram, din Poloțk. Atacul lui putea duce la izolarea fiilor lui Iaroslav, care controlau regiunea Niprului de mijloc, de Scandinavia, regiunea baltică și nordul îndepărtat - o sursă importantă de oameni și produse, dar și o piață de desfacere substanțială pentru cnejii Rusiei Kievene. De asemenea l-a forțat pe Mstislav, conducătorul Novgorodului, să fugă înapoi la tatăl său, Izeaslav, în Kiev, aducându-i astfel un afront marelui cneaz. Cei trei fii ai lui Iaroslav și-au unit forțele și s-au îndreptat spre nord, devastând Minskul (pe atunci sub controlul Poloțkului). Ei l-au învins apoi pe Vseslav în cadrul Bătăliei de pe Râul Nemiga la 3 martie 1067. Vseslav a scăpat cu viața, dar în timpul tratativelor de pace din iunie Izeaslav și-a încălcat jurământul și l-a luat în captivitate, întemnițându-l la Kiev.

### Mare Cneaz al Kievului
O răscoală a izbucnit în Kiev în 1068 după ce armata lui Izeaslav a suferit înfrângere în fața turcilor-kîpceak pe râul Alta și acesta a refuzat să convoace vecea, care ar fi putut organiza o nouă confruntare cu nomazii. Rebelii l-au eliberat din închisoare pe Vseslav, iar Izeaslav a fost nevoit să fugă în Polonia. Șapte luni mai târziu, acesta din urmă s-a întors cu o armată și și-a recăpătat tronul, iar Vseslav a fugit înapoi în Poloțk. După câțiva ani de lupte grele împotriva lui Izeaslav el a reușit în sfârșit să-l alunge pe fiul acestuia, Sveatopolk, din Poloțk și să preia controlul astfel asupra orașului său natal. În ultimii 30 ani de domnie principalii dușmani ai lui Vseslav au fost Vsevolod I și Vladimir Monomah.
Vseslav a murit la 24 aprilie 1101, în miercurea de dinaintea Vinerii Mari potrivit Cronicii vremurilor trecute - aceasta corelează cele două evenimente, de parcă cneazul ar fi murit din cauza răstignirii și învierii. A fost înmormântat în Catedrala Sfânta Sofia din Poloțk.

## Familie
Vseslav a avut șase fii:
1. Roman (?-1114/1116), posibil cneaz al Druțkului. Roman a murit fie la Reazan, fie la Murom. Văduva lui a devenit călugăriță și a continuat să trăiască în Poloțk, în Catedrala Sfânta Sofia. Ei nu au avut niciun copil împreună.
2. Gleb, cneazul Minskului.
3. Rogvolod-Boris, cneazul Druțkului. Există păreri diferite în privința numărului de fii ai lui Vseslav (șase sau mai degrabă șapte). Unii istorici (L.Alekseev și Vasilii Tatișev) consideră că Boris a fost numele de botez al lui Rogvolod și cei doi sunt de fapt una și aceeași persoană.
4. Davîd, cneazul Poloțkului.
5. Sveatoslav, cneazul Vitebskului.
6. Rostislav, se presupune că a fost cneazul de Lukoml, iar în 1129 Vladimir al II-lea Monomah l-a trimis împreună cu restul familiei lui Vseslav în Imperiul Bizantin.

Uneori Sfânta Eufrosina de Poloțk este menționată ca fiind fiica lui Vseslav, chiar dacă anul ei de naștere este 1020 sau două decenii după moartea acestuia, ceea ar invalida teoria. Alte surse spun că ea este fiica lui Sveatoslav Vseslavici și prin urmare nepoata lui Vseslav. Ea a fondat o serie de mănăstiri în Poloțk și regiunea înconjurătoare, iar în prezent este considerată drept unul dintre sfinții patroni ai Belarusului.

## Vseslav în literatura orală și scrisă

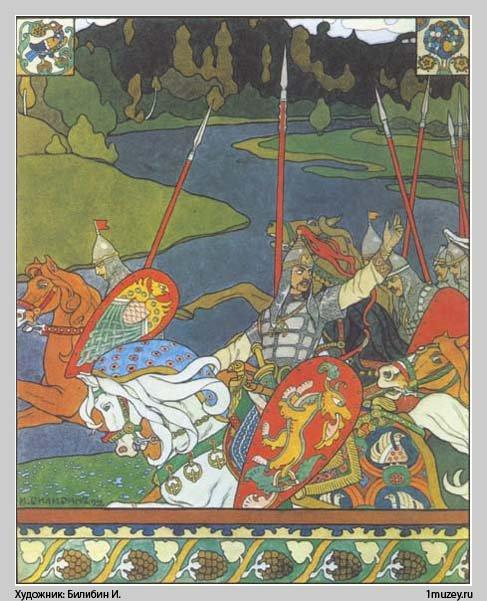
Volga Sveatoslavici, alias Volh Vseslavici, bogatîrul bazat pe Vseslav de Poloțk; o pictură de artistul rus Ivan Bilibin.

### În cronici
Cronica vremurilor trecute susține că Vseslav a fost conceput prin magie și s-a născut cu un coif cefalic (o membrană care acoperă capul). Vrăjitorii i-au spus mamei că acesta trebuie să fie legat de cap pentru tot restul vieții și că aduce noroc. În limba bielorusă contemporană cneazul este cunoscut ca Usiasłaŭ Vrăjitorul, iar în rusă ca Vseslav Cearodei (trad: Vseslav Vrăjitorul) sau Vseslav Veșcii (trad: Vseslav Profetul).

### În Povestea Campaniei lui Igor
Vseslav mai apare și în epopeea Povestea Campaniei lui Igor din sec. XII, în postura de vârcolac. Înfrângerea lui de pe râul Nemiga reprezintă în aceasta decăderea ținuturilor rusești din cauza conflictelor interne dintre cneji. De asemenea în epopee Vseslav este capabil să audă tocmai din Kiev clopotele catedralei sale din Poloțk.

### Volh Vseslavici / Volga Sveatoslavici
Există posibilitatea ca bogatîr-ul Volh Vseslavici sau Volga Sveatoslavici, un personaj din mai multe bîline, să fie bazat pe personalitatea lui Vseslav. Volhvii erau preoții religiei slave dinainte de creștinism, posesori de puteri magice. Acest fapt ar putea fi legat de pretinsele aspecte magice și lupine ale lui Vseslav. În creștinismul rutean se spune că volhvul ar fi fiul unui șarpe și prințesei Marfa Vseslavevna și ar avea abilitatea de a se transforma în lup sau alte animale . Chiar dacă sună ca o poveste trebuie considerat că atât timp cât creștinismul era contestat de credințele vechi, susținătorii acestuia au folosit interpretarea aceasta eronată pentru a-i ostraciza pe păgâni. Pe parcursul sec. XI volhvii din Novgorod n-au ezitat să conteste creștinismul kievean, ceea ce a dus la victoria lui Vseslav atunci când Mstislav a fugit înapoi la tatăl său. Puțin mai târziu aceiași volhvi au condus o răscoală eșuată împotriva lui Gleb, cneazul de Tmutarakan și Novgorod.